# التركيز التفضيلي

التركيز التفضيلي هو ميل الجسيمات الكثيفة في السائل المضطرب إلى التجمع في مناطق من سلالة عالية (دوامة منخفضة) بسبب جمودها.
المدى الذي يتم تحديد كتلة الجسيمات من قبل عدد ستوكس، يعرف بأنه {\displaystyle Stk\equiv {\frac {\tau _{p}}{\tau _{f}}}={\frac {\rho _{p}d^{2}\epsilon ^{1/2}}{18\rho _{f}\nu ^{3/2}}}} حيث ،{\displaystyle \tau _{p}} و {\displaystyle \tau _{f}} هي الجداول الزمنية للجسيمات والسوائل على التوالي؛ لاحظ أن {\displaystyle \rho _{p}} هي كثافات الكتلة من السائل والجسيمات، على التوالي، {\displaystyle \nu } و {\displaystyle \rho _{f}} هو اللزوجة الحركية للسوائل، و {\displaystyle \epsilon }.
هو معدل تبديد الطاقة الحركية للاضطرابات. الحد الأقصى للتركيز التفضيلي يحدث عند {\displaystyle Stk\sim 1} الجسيمات مع {\displaystyle Stk\ll 1} يتبع السوائل يبسط والجسيمات مع {\displaystyle Stk\gg 1} لا تستجيب بشكل كبير للسائل في الأوقات حركات السوائل متماسكة.
الأنظمة التي يمكن أن تتأثر بقوة من قبل ديناميات التركيز التفضيلي هي إنتاج الهباء الجوي من مساحيق غرامة، رش، مستحلب، ومفاعلات التبلور، والأجهزة الهوائية، وتشكيل قطرات السحب، ونقل الهباء الجوي في الغلاف الجوي العلوي، وحتى تشكيل كوكب من سديم بروتوبلانتار.